# Diocèse de Raphoe
Le diocèse de Raphoe (irlandais : Ráith Both ; latin : Rathpotensis) est un diocèse suffragant de l'archidiocèse d'Armagh en Irlande, constitué en 514. Sa cathédrale est Saint-Adomnan de 
Letterkenny.

## Historique
Selon la tradition, l'Église de Raphoe a été fondée en 514. Ses abbés dirigent alternativement avec ceux de Derry de Kells, et même de Kildare et d'Armagh la « paruruchia irlandaise » de saint Colomba après la séparation du IXe siècle. Le premier d'entre eux est Dubhtach mac Dubáin (mort en 938).
le diocèse de Raphoe est constitué avec le territoire du Cenél Conaill en 1111 pour l'évêque Eoin Ua Gairedáin  par le synode de Ráth Breasail comme suffragant de l'archidiocèse d'Armagh. Cette situation confirmée par le synode de Kells-Mellifont en 1152 perdure jusqu'à ce jour. Le premier évêque documenté est Gilla in Choimded Ua Caráin dit Gillbertus consacré en 1156 transféré à l'archidiocèse d'Armagh en 1175.

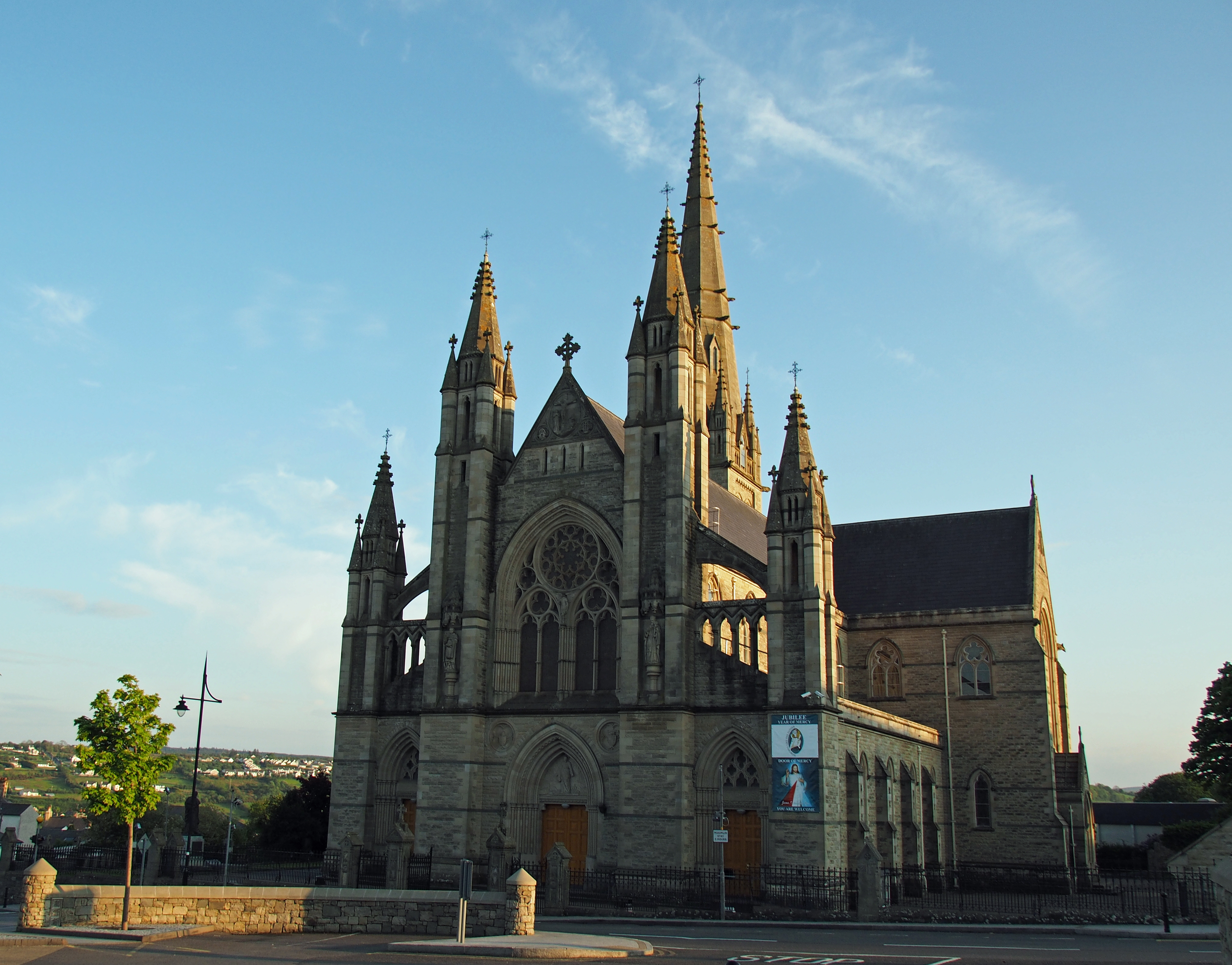
La cathédrale catholique de Letterkenny.

## Source
- (en) T.W Moody, F.X. Martin, F.J. Byrne A New History of Ireland IX Maps, Genealogies, Lists. A companion to Irish History part II . Oxford University Press réédition 2011  (ISBN 9780199593064)